# نبرد سباستوپولیس
نبرد سباستوپولیس نام نبردی است که در سال ۶۹۲ میلادی بین امپراتوری بیزانس و امویان در مکانی به نام سباستوپولیس ( سباسته در کیلیکیه یا سولوسرای امروزی در ترکیه) روی داد.
فرماندهی کل سپاه بیزانس را لئونتیوس برعهده داشت و در این جنگ ارتش ویژه‌ای متشکل از ۳۰ هزار سرباز اسلاو به فرماندهی نِبولوس شرکت داشتند. فرماندهی نیروهای اموی برعهدهٔ محمد ابن مروان بود و در نهایت این نبرد با پیروزی اعراب به پایان رسید.
علت شکست سپاهیان روم شرقی را ارتداد و پیوستن ۲۰ هزار از نیروهای اسلاو به عرب‌ها دانسته‌اند و در یکی از منابع چنین آمده است که ژوستینیان دوم، امپراتور وقت بیزانس پس از اطلاع از این موضوع فرمان قتل‌عام باقی‌ماندهٔ اسلاوها از جمله زنان و کودکان را در خلیج نیکومدیا صادر نمود. با این حال منبع دیگری با رد این ادعا آنرا نادرست خوانده است.